# Palmenfamilie
De palmenfamilie (Palmae of Arecaceae: beide zijn toegestaan) is de enige familie in de orde Arecales. Van de palmenfamilie zijn bijna 4000 soorten bekend.
Hoewel er wel winterharde (voor bijvoorbeeld Nederland en België geschikte) palmsoorten bestaan, komen de meeste soorten van nature voor in tropen of subtropen.

## Beschrijving
Grofweg bestaan palmen uit wortels, (schijn)stam en bladen.

### Stam
Palmen hebben meestal een schijnstam. De planten ontwikkelen een enkele stengel met één groeipunt. De stengel bestaat uit opeengestapelde bladvoeten en bevat geen bast. Hierdoor kan de plant ook niet in de dikte groeien, zoals echte bomen. Voordat een jonge palm de hoogte in kan groeien moet een bepaalde breedte zijn bereikt. Hierdoor lijkt de groei van een jonge plant langzamer te gaan dan die van een reeds oudere palm.

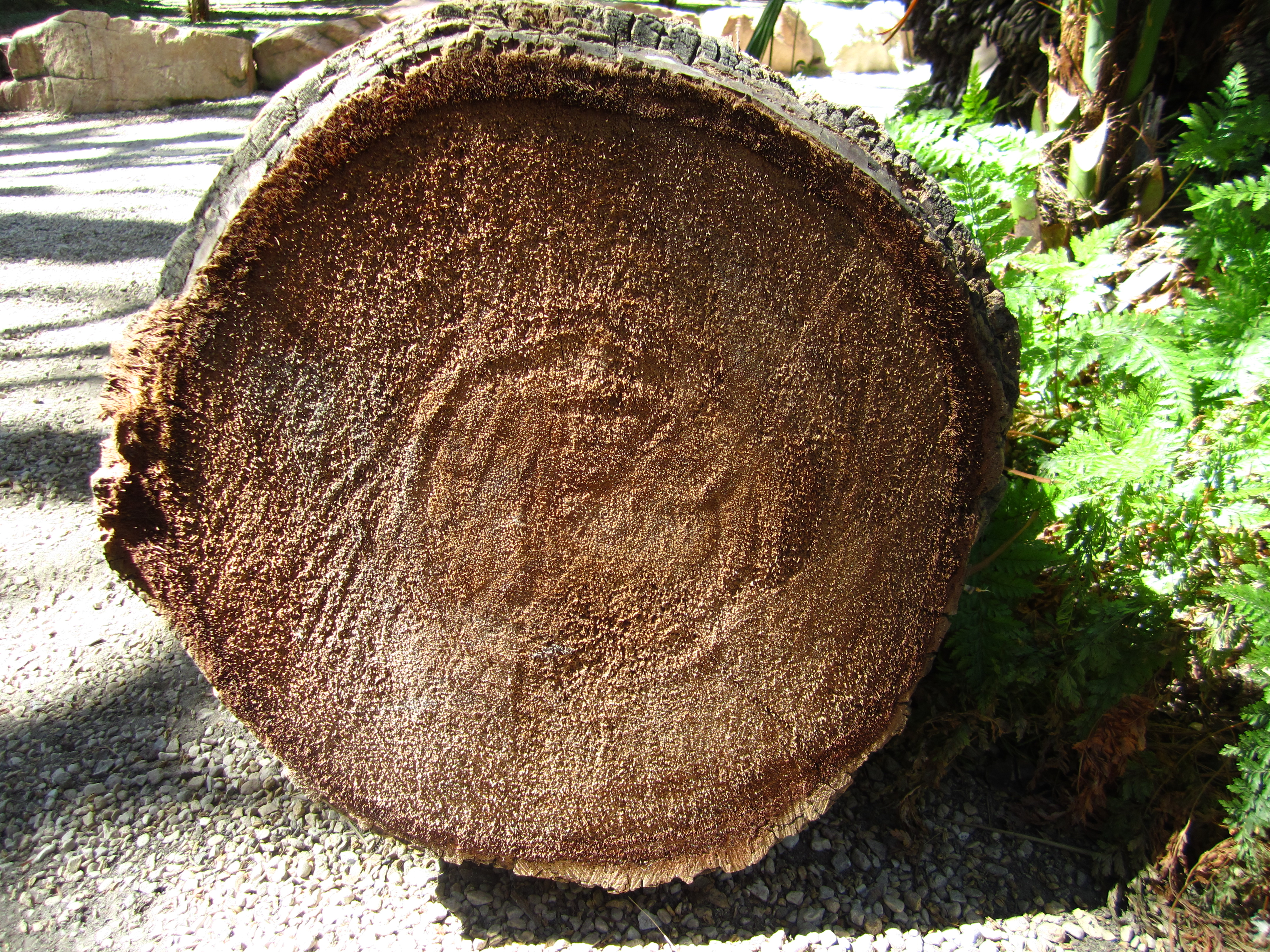
Doorsnede van stam. Een palm heeft geen secundaire diktegroei.

### Blad
De oudere bladeren omsluiten de schijnstam en de jongere bladstelen. Eerst groeien de bladstelen uit en zit het blad tegen de stelen aan, hierna opent het blad zich. Het bladoppervlak is vaak glanzend en bedekt met was, of geplooid. Hierdoor wordt uitdroging voorkomen. De bladsteel is vaak bedekt met stekels of doorns.
Er zijn bladtypen:
- handnervig (waaiervormig, palmaat)
- veernervig (pinnaat)
- dubbelgeveerd (bipinnaat)
- gaafrandig

### Bloem en vrucht
Er bestaat een grote verscheidenheid in de verschillende soorten. Er worden alleen een aantal overeenkomsten besproken of opvallende feiten.
Jonge palmen bloeien niet. Dat gebeurt pas na een aantal jaar (bij sommige soorten na een jaar of vijf, bij andere pas na 50 jaar). De meeste palmen bloeien jaarlijks, maar er zijn ook soorten die na de bloei afsterven zoals echte sagopalm en de parasolwaaierpalm, die de grootste bloeiwijze in het hele plantenrijk heeft. De bloem is onopvallend en de bestuiving gebeurt meestal via de wind, maar bij sommige soorten door insecten. De bloemen zitten meestal aan een tros. De levensduur van de bloemen is kort en duurt zelden langer dan één dag. De bloemen kunnen eenslachtig of tweeslachtig zijn.
Palmen dragen steenvruchten of bessen. Sommige vruchten blijven drijven, zoals de kokosnoot. Zo wordt de verspreiding van het ene eiland naar het andere vergemakkelijkt. De structuur van de vrucht wordt gekenmerkt door, de buitenste dunne schil of exocarp (epicarp), het vlezige gedeelte van variabele dikte of mesocarp en de binnenste harde laag of endocarp. Het zaad zelf bestaat uit endosperm, het voedselreservoir voor de kiem, waarin aan de zijkant het embryo ligt. Het endocarp is afwezig bij bessen.

### Bodem
Palmen kunnen op veel grondsoorten leven, als deze maar goed doorlatend zijn.

## Gebruik van palmen
Omstreeks 3000 jaar voor Christus werd er voor het eerst een palmsoort verbouwd. Dit gebeurde met de dadelpalm in het Midden-Oosten.
Er is een grote verscheidenheid in palmsoorten en zelfs geslachten. Er is ook een grote verscheidenheid in de producten van de palm. Eetbare vruchten zijn onder meer de awarra, dadel, kokosnoot, moriche, palmperzik en salak. Voor voedselbereiding, zeep en als brandstof wordt palmolie gebruikt. Palmen leveren ook materialen voor huishoudelijke artikelen, bijvoorbeeld rotan voor een mattenklopper en kokosvezel voor een kokosmat.
Minder bekend zijn producten als suiker uit de suikerpalm, zeep van de kokosnoot en palmharten. De inheemse bevolking kent vaak nog veel meer toepassingen.
Stroken palmblad werden in India en gebieden die sterk door de Hindoecultuur werden beïnvloed, zoals Indonesië, Ceylon, Thailand, Birma, Cambodja en Vietnam, gebruikt als schrijfmateriaal, palmbladmanuscripten. In Indonesië staat dit materiaal bekend als 'lontar'. Het is helaas in een tropisch klimaat heel vergankelijk, zodat het merendeel van de hierop geschreven manuscripten verloren is gegaan.
Een aantal dieren is sterk aangepast op het leven in palmbomen, omdat ze er op prooien jagen of de vruchten eten. Een voorbeeld is de kokoskrab of klapperdief, dit is een grote kreeftachtige die onder andere kokosnoten plukt en eet. Ook verschillende hagedissen zoals anolissen (Polychrotidae) en bepaalde gekko's (Geckonidae) leven specifiek op palmbomen. Zij leven echter van de insecten die op de planten voorkomen.

## Palmtakken in de kunst

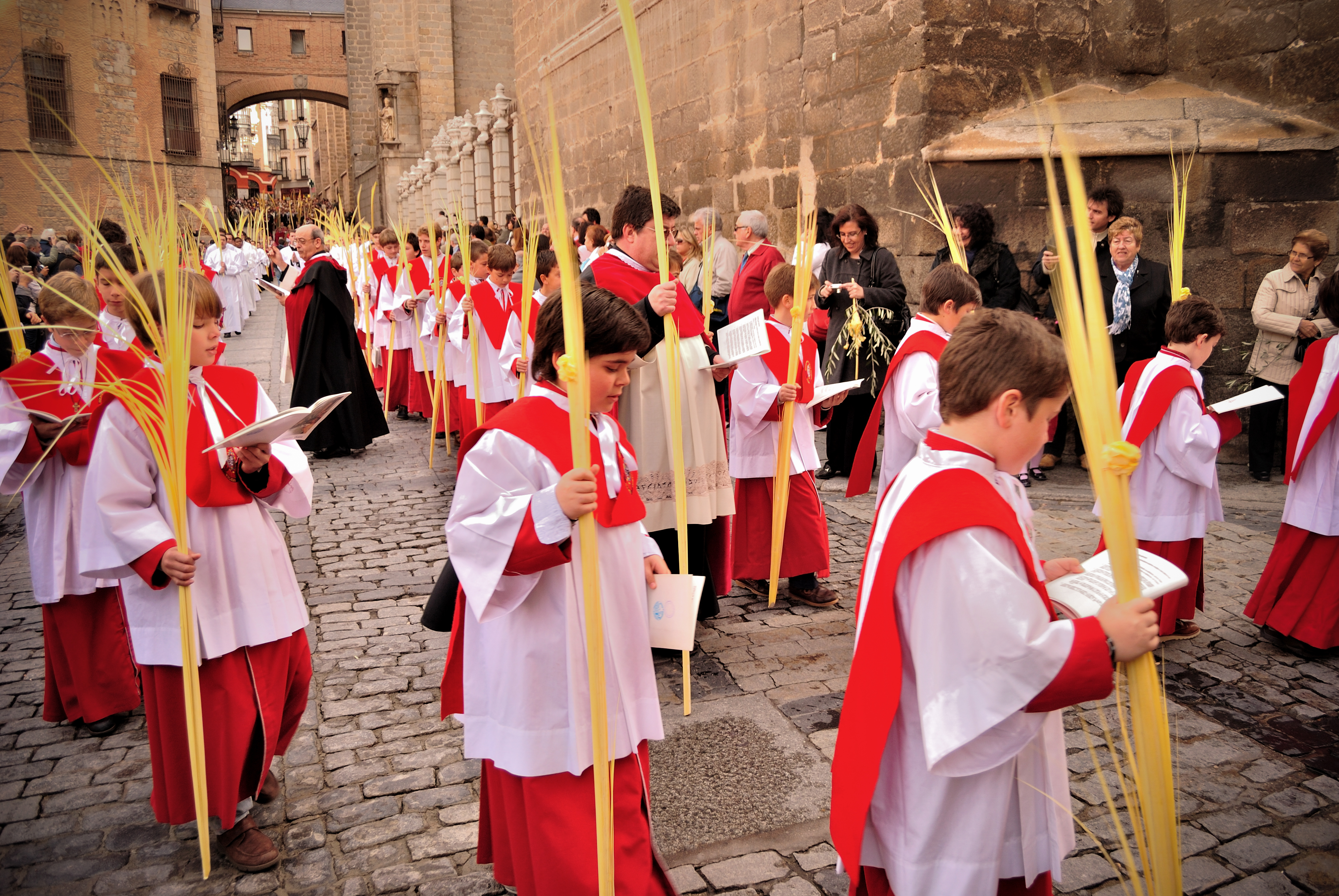
Palmprocessie in Toledo

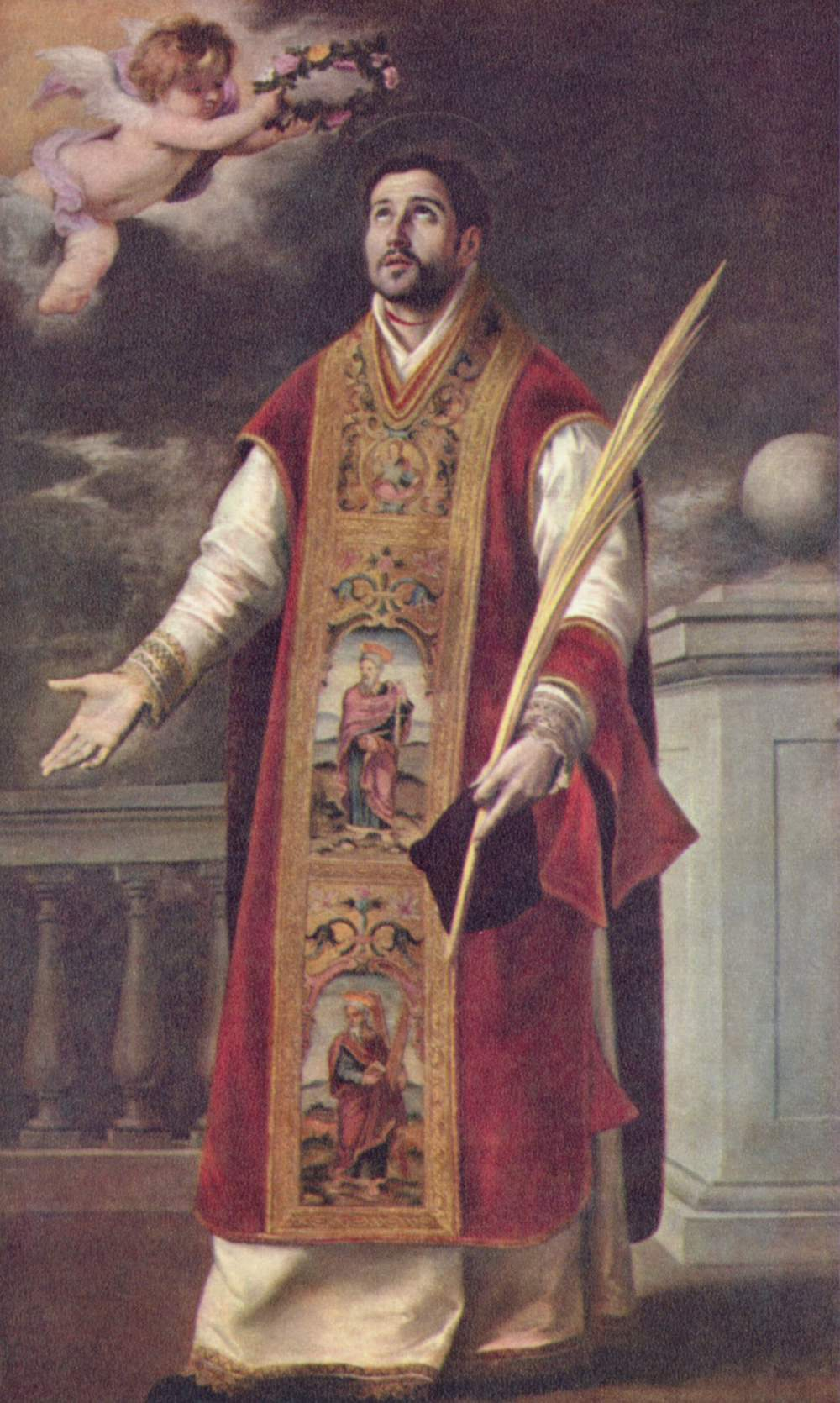
Heilige martelaar met palmtak

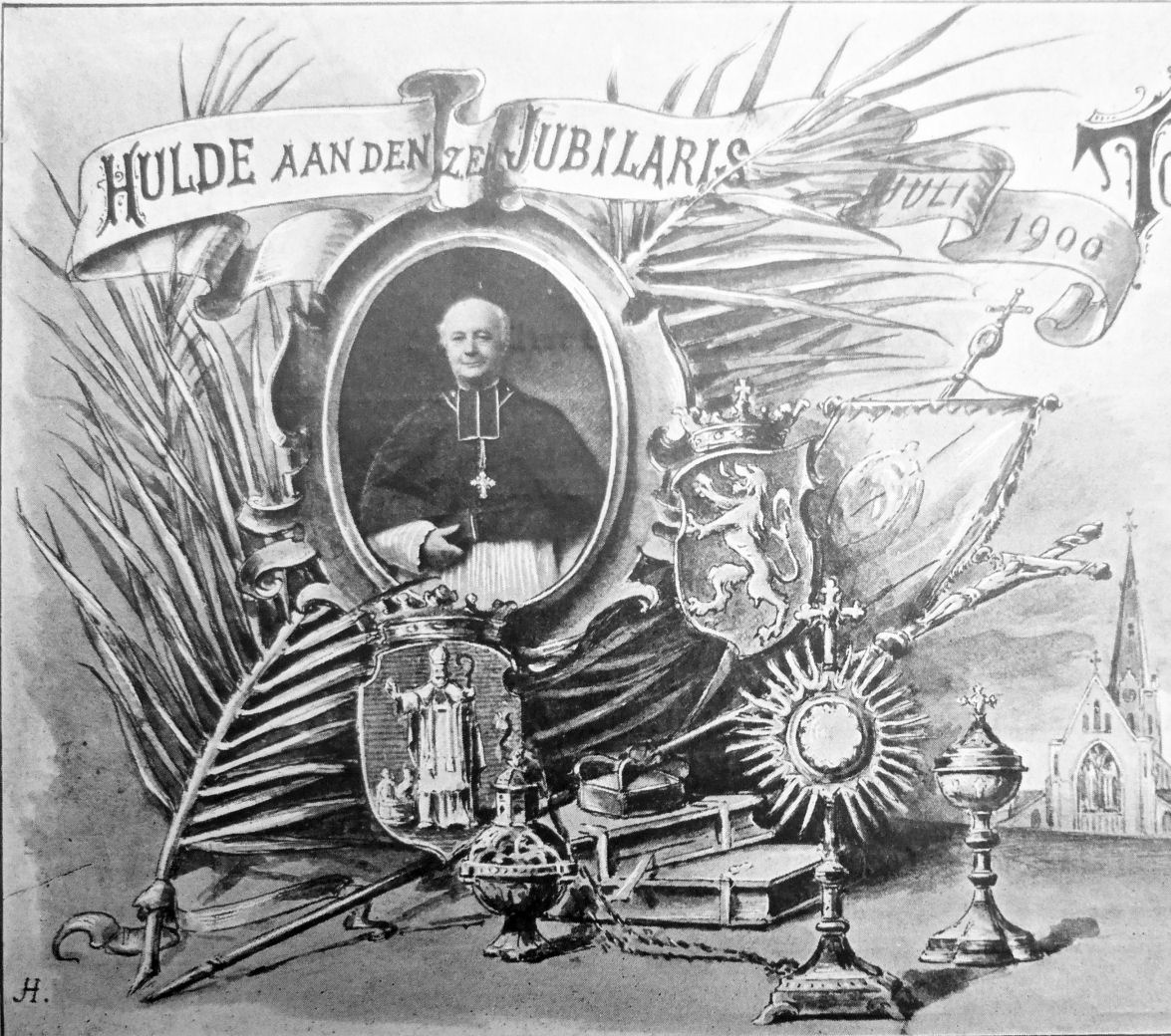
Zegepalm voor een jubilaris, geschilderd door Jozef Horenbant

Bij de Grieken was de palmtak een symbool voor de godin Nikè en bij de Romeinen van Victoria. Zij was de godin van de overwinning. Later nam het christendom dit over als symbool van Jezus' overwinning op de dood. Een katholieke martelaar heeft als atribuut een palmtak.
Op Soekot, het Loofhuttenfeest van de Joden, worden drie op de eerste dag van het feest geplukte palmtakjes samen met andere takken en een geurige vrucht gebruikt voor het 'loelav-zwaaien', een gebruik dat op Wajiekra (Leviticus) 23:40-41 is gebaseerd. De geurloze maar smakelijke palmtakken of 'loelav' symboliseren de Joden die de Thora bestuderen maar nauwelijks toepassen.

## Overzicht van verschillende geslachten
Hieronder volgt een onvolledige lijst van geslachten, met enkele geselecteerde soorten.
- Arenga
  - Arengpalm (Arenga pinnata)
- Areca
  - Betelpalm (Areca catechu)
  - Goudpalm / Arekapalm (Areca lutescens / Chrysalidocarpus lutescens)
- Archontophoenix
  - Australische koningspalm (Archontophoenix alexandrae)
- Astrocaryum
  - Awarra (Astrocaryum vulgare)
- Bactris
  - Perzikpalm (Bactris gasipaes)
- Borassus
- Brahea
  - Brahea edulis
- Butia
  - Butia yatay
- Calamus rotang (rotanpalm)
- Caryota
  - Zachte vinnetjespalm (Caryota mitis)
- Ceroxylon (waspalmen uit de Andes)
  - Ceroxylon quindiuense de langste palm en de langste monocotyl
- Chamaerops
  - Europese dwergpalm (Chamaerops humilis)
- Cocos
  - Kokospalm (Cocos nucifera)
- Copernicia
- Corypha
  - Parasolwaaierpalm (Corypha umbraculifera)
- Acrocomia
  - Coyolpalm (Acrocomia aculeata)
- Dypsis
  - Dypsis acuminum
  - Dypsis ambanjae
  - Dypsis ambositrae
  - Dypsis antanambensis
  - Dypsis beentjei
  - Dypsis decaryi
- Elaeis
  - Oliepalm (Elaeis guineensis)
- Jubaea
  - Jubaea chilensis
- Livistona
  - Livistona australis
  - Chinese schermpalm (Livistona chinensis)
- Lodoicea
  - Coco de mer (Lodoicea maldivica)
- Mauritia
  - Mauritiuspalm (Mauritia flexuosa)
- Metroxylon
  - (Echte) sagopalm (Metroxylon sagu)
- Nannorrhops
  - Nannorrhops ritchiana
- Nypa
  - Nypa fruticans
- Phoenix
  - Canarische dadelpalm (Phoenix canariensis)
  - Dwergdadelpalm (Phoenix roebelinii)
  - Echte dadelpalm (Phoenix dactylifera)
  - Kretenzische dadelpalm (Phoenix theophrasti)
- Raphia
- Rhapis
  - Rhapis excelsa
  - Rhapis humilis
- Rhopalostylis
  - Rhopalostylis sapida
- Roystonea
  - Koningspalm (Roystonea regia)
- Sabal
  - Sabal bermudana
  - Sabal domingensis
  - Sabal minor
  - Sabal palmetto
- Salacca
  - Salak (Salacca zalacca)
- Serenoa
  - Serenoa repens
- Syagrus
  - Syagrus romanzoffiana
- Tahina
  - Tahina spectabilis
- Trachycarpus
- Trithrinax
  - Trithrinax campestris
- Washingtonia
  - Washingtonia filifera